# Toxophora shelkovnikovi
Toxophora shelkovnikovi är en tvåvingeart som beskrevs av Paramonov 1933. Toxophora shelkovnikovi ingår i släktet Toxophora och familjen svävflugor. Inga underarter finns listade i Catalogue of Life.